# Ulysse de Marsillac
Ulysse de Marsillac (n. 1821, Montpellier, Franța – d. noiembrie 1877, București, România) a fost un publicist și jurnalist francez care s-a stabilit în București în anul 1852. A fost profesor la mai multe licee din Paris și a fost adus la București de Iordache Slătineanu. În perioada 1854 - 1877 aproape toate generațiile care au învățat limba franceză l-au avut ca profesor. A fost profesor la Școala militară, la Colegiul Național Sfântul Sava, apoi la Facultatea de Litere.
În 1861 a fondat gazeta bisăptămânală „La Voix de la Roumanie” care a apărut până la 1866; redactor șef pentru „Le Moniteur Roumain” între 1868-1870, editează între 1870-1876 „Le Journal de Bucarest”.
A scris și „Guide du Voyageur a Bucarest”, apărut în București, în anul 1877. Ulysse de Marsillac a publicat la București, în 1871, cartea cu titlul Son Altesse Charles I, Prince des Roumains,  Lucrarea, una de popularizare și având 235 de pagini, este o trecere în revistă a trecutului românilor pornind de la daci și până în anul 1870. Cartea include și un capitol referitor la lovitura de stat de la 11 februarie 1866, precum și un capitol dedicat principelui Carol I. 